# Synagogue de Bad Kissingen (1902-1938)

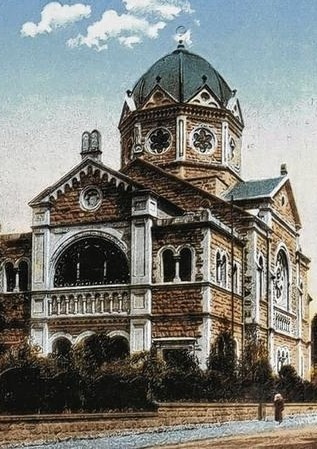
La synagogue de Bad Kissingen

La synagogue de Bad Kissingen a été construite en 1902 ; comme la majorité des synagogues en Allemagne, elle sera détruite par les nazis en 1938.
Bad Kissingen est une ville thermale de l'arrondissement de Bad Kissingen, dans le district de Basse-Franconie (Unterfranken), au Nord de l'État libre de Bavière. Elle compte actuellement un peu plus de 20 000 habitants.

## Histoire de la communauté juive de Bad Kissingen

### Avant l'avènement du nazisme
Les Juifs ont probablement vécu à Bad Kissingen dès le Moyen Âge. Le nom de la ville est inscrit dans le livre mémorial (Memorbuch) pour les victimes juives des persécutions de Rintfleisch en 1298. La mention de la ville est controversée, car il n'existe aucune autre preuve de la présence de Juifs dans la ville médiévale à cette époque. Pour certains, il se pourrait qu'il y ait eu confusion avec la ville de Kitzingen, située 60 km plus au sud.
Entre 1500 et 1750, des Juifs se sont de nouveau installés en ville. Certaines familles de Schutzjuden (Juifs protégés) s'établissent, sous la protection du seigneur d'Erthal, dans l'ancienne Judenhof (Cour aux Juifs), correspondant aujourd'hui aux bâtiments 3 à 9 de la Bachstraße. Ils ne sont pas inquiétés lors de l'expulsion des Juifs de la ville décrétée à la fin du XVIe siècle par l'évêque de Wurtzbourg. En 1644, on compte 163 Juifs protégés à Bad Kissingen. Une partie d'entre eux vit dans l'ancienne Alte Judengasse (Vieille ruelle aux Juifs), aujourd'hui la Grabengasse. Dès le début du XVIIe siècle, on trouve les premiers curistes juifs.
En 1817, 45 familles juives sont recensées et enregistrées à Bad Kissingen avec leur profession : la majorité sont dans l'élevage, le négoce et l'abattage des bovins, d'autres dans l'artisanat ou le commerce de peaux, de laine et de tissus. 
Au XIXe siècle, le nombre de résidents juifs augmente : en 1816, il y a 181 habitants juifs (soit 17,0 % de la population totale de la ville de 1 064 habitants), répartis en 45 familles. En 1837, 210 Juifs, soit 13,1 % de la population de 1 600 habitants. En 1867 : 314 soit 12,1 % de 2 591; en 1880: 356 soit 9,2 % de 3 873; en 1900 : 333, soit 7,0 % de 4 757 et en 1910: 307 soit 5,3 % de 5 831 habitants.
La communauté juive dispose d'une synagogue, d'une école, d'un bain rituel (Mikvé) et d'un cimetière. Pour l'organisation des fonctions religieuses, la communauté embauche un enseignant qui est en même temps chantre (Hazzan) et abatteur rituel (Shohet). On connait le nom de certaines de ces personnes: lors du recensement de 1817, Moses Berg originaire de Thalmässing est enregistré en tant qu'enseignant de la communauté juive depuis 1800. Ludwig Steinberger est Hazzan et enseignant à partir de 1896.
En 1839, Bad Kissingen devient le siège du rabbinat du district dont dépendent environ 2 500 fidèles répartis entre de nombreuses communautés avoisinantes. En 1933, il reste encore 28 communautés. Au XIXe siècle, les rabbins de Bad Kissingen sont successivement: Lazarus Adler de 1839 à 1852, Gabriel Lippmann de 1853 à 1864 et Moshe Aryeh Leib Bamberger de 1865 à 1902.
Parmi les nombreux clients curistes, se trouvent de nombreux Juifs venant de l'étranger, principalement d'Angleterre, de France, de Russie, de Hongrie et des États-Unis. Certains mourraient durant leur traitement.
Plusieurs hôtels et sanatoriums sont la propriété de familles juives. De nombreux docteurs juifs exercent en ville et dans les établissements de cure. Parmi les hôtels et maisons thermales les plus connus détenus par des familles juives, on trouve l'hôtel Ehrenreich dans la Kurhausstraße, à l'intersection avec la Lindesmühlpromenade (dénommée plus tard Theresienstraße), initialement dans les années 1870, table d'hôtes privée du professeur Eliezer Lazarus Ehrenreich, géré ultérieurement comme un hôtel par sa fille Rifka et son mari Emil Jeidel; la clinique diététique du docteur Edgar Apolant au 8/9  Menzelstraße; les maisons de cure de Nathan Bretzfelder (villa Holländer, 12 Bismarckstraße); du Dr Philipp Münz (7 Theresienstaße); d'Ida Neuburger (5 Hartmannstraße); de Bella Regensburger; de Klara Rosenau (15 Bismarckstraße); les hôtels Herzfeld, Schwed, et des sœurs Seelig. Près de 90 pour cent de la population juive travaille pour ou en relation avec le thermalisme.
En 1905, sur l'initiative d'Isaak Seckel Bamberger, rabbin du district de 1902 à 1932, s'ouvre le Israelitische Kinderheilstätte (Sanatorium israélite pour enfants) au 34 Salinenstraße. Cet établissement de 68 lits, accueille des enfants malades de familles à faible revenus, originaires de toute l'Allemagne, et leur procure des soins médicaux gratuits. En 1905 aussi, est fondée une association dont le but est la création d'un hospice de soins thermaux  pour les pauvres et la classe moyenne. En raison de la Première Guerre mondiale et de l'hyperinflation de 1923, le Israelitisches Kurhospiz (hospice thermal israélite) de 39 lits, ne voit le jour qu'en 1927 (villa Bavaria au 2 Altenberg).
Pendant la Première Guerre mondiale, la communauté juive perd huit de ses fidèles. Leur nom est gravé sur une plaque commémorative située à droite dans le vestibule de la maison de la Tahara (purification) dans le cimetière juif de Bad Kissingen. Six de ces noms sont aussi gravés sur le monument commémoratif communal pour les morts de la Première Guerre mondiale, sur le mur ouest de la chapelle du cimetière de Kapellenpfad.
La communauté atteint son apogée en 1925 avec 504 membres sur un total de 9 517 habitants, soit 5,3 pour cent de la population de la ville. Ludwig Steinberger est alors Hazzan et professeur, et Gustav Neustädter ministre du culte. La communauté est bien structurée et possède plusieurs associations d'aide aux pauvres. Parmi ces associations figurent entre autres: un Israelitischer Wohltätigkeitsverein (organisme de bienfaisance) comprenant Hevra kaddisha (Société du dernier devoir), créée en 1860 et réunissant en 1932 70 membres sous la présidence de Nathan Bretzfelder, dont l'activité est de pourvoir aux obsèques de ceux qui sont dans le besoin ainsi que de fournir une aide médicale aux nécessiteux; un Israelitischer Frauenverein (Association des femmes juives), créée en 1860, dirigée de 1924 à 1932 par Sara Hofmann et forte en 1932 de 88 membres, dont le but est d'aider les nécessiteux; et une Wanderarmenkasse (Tronc pour les pauvres migrants), dirigé en 1924 par le rabbin Bamberger.

### Pendant la période nazie
En 1933, à l'avènement du parti nazi au pouvoir, 344 Juifs vivent à Bad Kissingen. Jusqu'en 1935, quinze établissements, hôtels, auberges, établissements de cure, pour un total de 600 curistes, sont encore la propriété de résidents juifs.
Lors de la nuit de Cristal, du 9 au 10 novembre 1938, la synagogue est incendiée et la plupart des entreprises et des habitations juives sont pillées et détruites. De nombreux habitants juifs fuient alors la ville.  L'émigration qui commence dès 1933 avec les premières lois anti-juives, conduit à l'exode principalement des jeunes. En 1939, déjà 121 habitants juifs de Bad Kissingen ont quitté l'Allemagne, dont 64 vers les États-Unis, 143 autres se sont installés dans d'autres villes allemandes, dont 31 à Francfort-sur-le-Main et 29 à Berlin.
En 1942, sur les 43 Juifs restants, 23 sont déportés le 24 avril à Izbica dans la voïvodie de Lublin en Pologne, via Wurtzbourg, et les autres sont arrêtés et déportés plus tard vers le camp de concentration de Theresienstadt. Peu survivront. Le 29 mai 1942, le journal Saale-Zeitung écrit : 
« Bad Kissingen est judenfrei (vide de Juif). Le maire de la ville a indiqué le 20 mai 1942, que le dernier Juif a quitté Bad Kissingen. »

### Après la Seconde Guerre mondiale
Après 1945, l'American Jewish Joint Distribution Committee établit à Bad Kissingen un camp pour les Juifs rescapés des camps. La plupart de ces personnes émigreront entre 1948 et 1950 vers Israël.
Compte tenu du très petit nombre de juifs vivant en permanence à Bad Kissingen (seulement 9 résidents juifs en 1961), aucune communauté juive indépendante n'est créée après guerre. Le Kurheim Eden-Park est néanmoins le seul établissement thermal en Allemagne offrant des repas cachères.
En 1956, une salle de prière est ouverte dans l'ancien centre communautaire juif (2 Promenadestraße), à l'initiative du chantre Joseph Weissler, pour des offices réguliers pendant les mois d'été, destinés principalement aux curistes juifs. Pour cet oratoire, Weissler achète deux rouleaux de Torah. En 1996, cette salle est rénovée et dénommée Josef-Weissler-Betsaal, à la mémoire du chantre qui vécut à Bad Kissingen de 1947 à 1989.

## Histoire de la synagogue

### La construction de la nouvelle synagogue
En 1705, il existait une synagogue située près de la Judenhof (cour aux Juifs), construite par les Juifs de cour protégés par le seigneur d'Erthal. Sur le même site, est construit en 1851-1852 un nouveau bâtiment appelé ultérieurement la Alte Synagoge (Vieille synagogue). Compte tenu du nombre croissant des membres de la communauté, celle-ci devient rapidement trop petite. À partir des années 1880, la communauté se met donc à la recherche d'un terrain approprié qu'elle trouve et acquiert en 1889 dans la Max-Straße (anciennement Promenadenstraße). La revue Der Israelit relate cet événement :
« L'administration cultuelle israélite locale a réussi, avec de gros efforts financiers, à acquérir un terrain pour y construire la synagogue projetée, celui de l'hôpital Sainte Thérèse et de son jardin attenant. Ce terrain se trouve à un emplacement idéal dans la ville thermale pour y construire un temple. La signature des documents notariaux a eu lieu aujourd'hui en présence du curé de la paroisse, monsieur Krug, représentant la fondation de l'hôpital Sainte Thérèse, et de messieurs Holländer, responsable du culte, Rosenau, trésorier de la fondation [pour la construction de la synagogue] et A. Löwenthal, trésorier de la communauté, en tant que représentant de la communauté juive. »
L'architecte allemand Carl Krampf propose, dès 1894, les premières esquisses d'une synagogue en style néoroman. Le but est de construire une synagogue qui représente dignement la communauté juive et qui puisse rivaliser avec celle de Baden-Baden, la ville thermale concurrente, tout en ne se démarquant pas trop de son environnement chrétien. L'attribution des travaux est décidée le 5 octobre 1899 en même temps que l'approbation des plans définitifs. Der Israelit écrit : 
« Beaucoup de temps s'est écoulé pour les fidèles et les nombreux curistes qui attendaient le démarrage de la construction de la nouvelle synagogue. Le 5 de ce mois, lors de la réunion de la direction [de la communauté] et du comité de construction, les travaux ont été attribués à l'entrepreneur local Renninger sous la direction de l'architecte Krampf.  »

### L'inauguration de la synagogue
Les travaux commencent presque immédiatement et se terminent en 1902. La nouvelle synagogue est consacrée le 14 juin 1902 par une grande fête où sont invités les représentants de la municipalité et de l'État, ainsi que les membres des autres religions. La presse juive de l'époque, Der Israelit, ainsi que Allgemeine Zeitung des Judentums (Journal général du judaïsme) rapportent en détail ces festivités :  
« Le vendredi 13 juin après-midi, vers 16 heures 30, après l'office, les quatre rouleaux de Torah avec leurs somptueux parements (dont l'un offert pour l'occasion par les femmes de la communauté) sont retirés de l'Arche sainte de l'ancienne synagogue avec des chants solennels et transportés dans la nouvelle synagogue où ils sont disposés provisoirement dans la salle de prière. Le samedi 14 juin, à 7 heures du matin, se déroule l'office du matin dans l'ancienne synagogue, suivi d'un sermon d'adieu, et à 9 heures 30, débute l'inauguration de la nouvelle synagogue. 

Sur la terrasse devant la synagogue, dont le parvis est orné des drapeaux allemands et bavarois, le chœur entame l'hymne Gott, Du Allmächtiger (Ô toi, Dieu tout puissant) quand les rouleaux de Torah sortent de la synagogue. Pendant le chant, la procession, précédée par les trois dames d'honneur (Mme Ehrlich, Mme Mainzeret Mme Rosenau), se dirige vers le bosquet central situé au-delà de la terrasse, et où ont pris place Monsieur le conseiller, le baron Bechtolsheim, ainsi que messieurs les officiers et toutes les autorités étatiques, les représentants du clergé des deux confessions chrétiennes ainsi que de nombreux membres des deux collèges municipaux. Une fois l'hymne terminé, Irma Rosenau lit un discours rédigé par Leopold Anfänger, enseignant à Memmelsdorf…
Puis elle présente la clef finement ciselée, posée sur un coussin de soie, au gouverneur du district, le conseiller baron Bechtolsheim, qui la prend et s'adresse cordialement à l'assemblée solennelle : Avec joie et remerciements, je prends la clef de si charmantes mains, qui après l'ouverture des portes de cette synagogue nouvellement construite, va permettre à la communauté juive d'y entrer… Pour la communauté israélite, c'est le résultat d'une grande et importante entreprise qui lui a coûté ces dernières années, beaucoup de temps, beaucoup d'efforts et des sommes considérables d'argent… J'ai l'honneur de féliciter la communauté israélite locale pour la réussite à tous les égards de leur entreprise, pour laquelle elle recevra indubitablement les remerciements des générations israélites futures. Il est certain qu'à partir de maintenant, dans cette nouvelle synagogue, les prières pieuses et ferventes des israélites monteront vers Dieu Tout-Puissant, et ceux-ci ne manqueront pas aussi à l'occasion d'émettre des vœux pieux pour la prospérité de notre très estimée dynastie bavaroise, que je représente à cette cérémonie solennelle d'entrée de la communauté juive dans sa nouvelle synagogue et de porter leur regard vers le représentant actuel de la maison de Bavière, notre vénéré Prince Régent, que nous savons tous constamment concerné par le bien-être et les besoins de ses sujets bavarois; et je demande en conséquence à cette assemblée solennelle de se joindre à moi dans cette ovation : Vive son Altesse Royale, notre très clément prince régent Léopold, régent du royaume de Bavière, vivat! vivat! vivat !

Puis l'orateur ouvre la porte métallique et invite la communauté à pénétrer dans la maison de Dieu. En tête, les porteurs de rouleaux de Torah pénètrent dans la synagogue, suivis d'une foule nombreuse. Les rouleaux de Torah sont amenés au début de la célébration dans une antichambre. Puis les autorités, la communauté et tous les invités prennent siège à leur place désignée et les quatre rouleaux de Torah pénètrent dans la salle de prière accompagné du comité des fêtes, pendant que le chœur de la synagogue entonne Baruch Haba (Béni soit celui qui vient). Puis les hymnes sont chantés en alternance par le chantre et le chœur. Enfin le chantre entame Ma Tovou (Qu'elles sont belles tes tentes) et l'Arche Sainte est ouverte pour y déposer les rouleaux de Torah. »
Dans son homélie qui va durer une heure, Adolph Eckstein, le rabbin du district, rend tout d'abord hommage au rabbin L. Bamberger qui a lancé le projet et entamé les travaux, mais qui est décédé avant d'avoir pu en voir l'achèvement. Puis il a signifié l'importance de la synagogue et l'effet qui doit en émaner. En plus de l'étude du judaïsme, on y enseigne le véritable amour de l'humanité et l'amour de la patrie, si bien que seuls les murs de la maison de Dieu nous séparent du monde qui nous entoure.
« Après le discours, le chantre et la chorale entonnent Vaihi binsoa hooron (Quand l'Arche partait), les rouleaux de Torah sont sortis de l'Arche Sainte et effectuent trois tours autour de l'estrade, pendant qu'une prière s'élève pour tous les présents dans la synagogue, pour tous les croyants et pour la maison royale et la famille royale.

Pendant le chant final Uvnucho (Et là elle repose) par la chorale, trois des rouleaux de Torah sont déposés dans l'Arche Sainte, tandis que le quatrième est placé sur l'autel pour l'office du dimanche suivant. Ainsi se termine l'office de consécration. »
Le même soir, se déroule à l'hôtel Herzfeld un banquet qui va durer jusqu'à 2 heures du matin, où ont été conviés tous les membres de la communauté locale mais aussi de nombreux curistes juifs. Le samedi soir un dîner est offert aux invités à l'hôtel Ehrenreich et plusieurs discours sont prononcés et de nombreux toasts d'usage levés en l'honneur des donateurs et de la famille royale. Une lettre du bourgmestre, Hofrat Fuchs, est lue, dans laquelle il félicite la communauté juive et regrette son absence en raison d'importantes réunions parlementaires à Munich. D'après les journaux, la cuisine et la cave des sœurs Ehrenreich étaient excellentes!

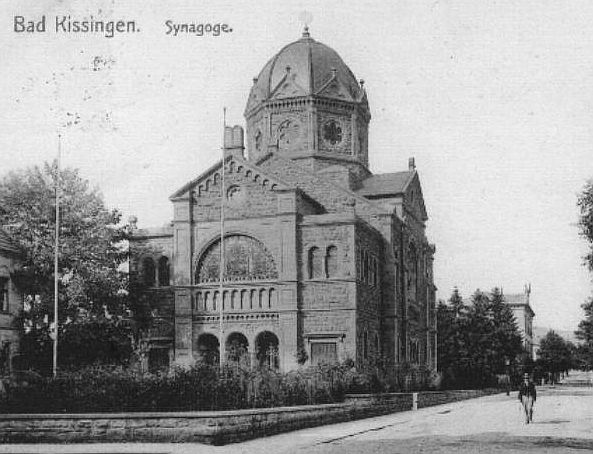
Synagogue vue de face

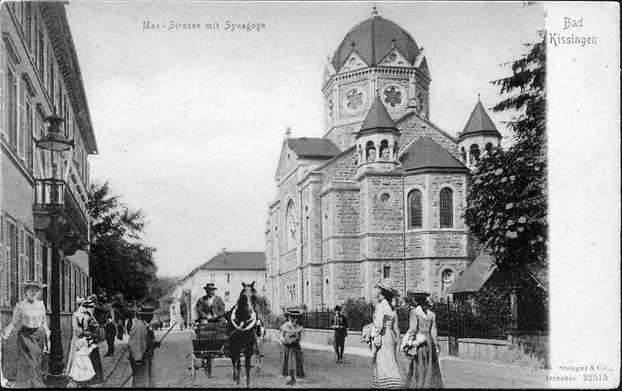
Synagogue vue de l'arrière

Allgemeine Zeitung des Judentums (Journal général du judaïsme) après avoir décrit la cérémonie d'inauguration, donne la parole à un curiste étranger, Willibald Löwenthal de Berlin :
« Que la nouvelle synagogue amène enfin la paix dans notre communauté qui en a tellement besoin. Pour Kissingen, la nouvelle synagogue est un plus important pour les nombreux curistes qui font le pèlerinage chaque année aux sources médicinales.  »

### Description de la synagogue
Le bâtiment a une longueur de 33 mètres, une largeur de 18 mètres, et une hauteur de  33 mètres avec le dôme. Elle peut accueillir 200 hommes au rez-de-chaussée et 120 femmes dans la galerie à l'étage.
La synagogue est entourée d'un petit jardin séparé de la rue par un petit muret en pierres. L'entrée principale de la synagogue ne se trouve pas sur la Max-Straße, mais sur une petite place qui lui est perpendiculaire. La synagogue est conçue sur un plan basilical, la croisée du transept est surmontée d'un tambour octogonal, coiffé du dôme à huit pans. Chaque face du tambour est percée d'une petite rose. Au-dessus du dôme est fixée une Étoile de David.
On pénètre dans le vestibule par le portail d'entrée à trois portes à arc plein-cintre, surmonté d'une frise de colonnettes sur laquelle repose une large baie demi-circulaire à vitraux. Au-dessus, le fronton triangulaire, percé d'un oculus, est couronné des Tables de la Loi. Cette partie centrale délimitée par deux pilastres, est flanquée de deux constructions moins hautes légèrement en retrait, avec au rez-de-chaussée une porte permettant d'accéder à l'escalier conduisant à la galerie des femmes, et au premier étage une fenêtre géminée.
Les façades latérales possèdent également une partie centrale avec pignon triangulaire, percée d'une grande rose à remplage lobée. À l'arrière du bâtiment, l'abside à trois pans, chacun percé d'une fenêtre à arc plein-cintre, est entourée de deux tours surmontées d'un lanternon de forme octogonale.
La synagogue est construite en pierres de grès rouge, renforcées par des pierres de taille calcaires pour les chaînes d'angle en besace et l'encadrement des baies.

### Fonctionnement de la synagogue
La synagogue ne va rester que pendant 36 ans le centre cultuel et culturel de la communauté juive de Bad Kissingen et des curistes juifs résidant dans la ville.
En 1904, le bâtiment de l'ancienne synagogue est vendu à la municipalité de Bad Kissingen pour la somme de 16 000 marks. Celle-ci le démolira en 1927-1928.
Parmi les faits saillants de la vie de la synagogue, on peut noter l'inauguration en 1909 d'un nouveau rouleau de Torah, donné par M. et I. Lowenthal à la mémoire de leur père, ancien président de la communauté juive de Bad Kissingen ou le 25e anniversaire de l'édification de la synagogue en 1927. Pour cette cérémonie solennelle, la synagogue, entièrement décorée de feuillage, est remplie de très nombreux membres de la communauté et de curistes. Les hymnes sont interprétés par la chorale de la synagogue et les psaumes chantés par le chantre Steinberger. Ils sont suivis d'un sermon d'ouverture du rabbin Bamberger indiquant l'importance de cette journée. Le conseiller à la cour, Dr Haas de Wurzbourg, lit alors les salutations et les vœux du président de l'Association bavaroise des communautés juives, puis le conseiller municipal Bretzfelder après avoir remercié tous les intervenants pour leurs bons souhaits et les membres du conseil de la communauté et particulièrement de son président, Samuel Hofman, fait part de la chaleureuse lettre envoyée par le bourgmestre, Dr Pollwein. 
Le chantre de la synagogue (Hazzan), Ludwig Steinberger, est le père du futur prix Nobel de physique, Jack Steinberger.

### Destruction de la synagogue
Le 14 octobre 1938, le chef du district, le Kreisleiter Heimbach inspecte la synagogue accompagné de deux membres du parti nazi et affirme: « L'existence de la synagogue…n'est plus qu'une question de temps ».
La synagogue est détruite lors de la nuit de Cristal, du 9 le 10 novembre 1938. Des membres de la SS locale, habillés en civil, pénètrent dans le bâtiment par la porte arrière et mettent le feu au bâtiment. Seuls les murs résisteront. Auparavant, ils ont jeté à l'extérieur tous les meubles et y ont mis le feu afin que la foule puisse y assister. Le feu va se propager à un garage attenant où se trouvent deux véhicules appartenant à un habitant juif, propriétaire d'une société de transport. Celui-ci périra en tentant de sauver ses biens.
Le 17 mars 1939, le conseil municipal de Bad Kissingen, sur décision de l'adjoint au maire Willy Messerschmidt, décide de démolir le bâtiment délabré, même si le commissaire du district, Dr Conrath, en souligne le coût important et fait remarquer que l'assurance incendie pourrait couvrir les coûts de la réparation.  Afin de démolir la synagogue, la ville de Bad Kissingen achète la propriété au 10 Maxstraße pour la somme de 16 000 reichsmarks. Les matériaux récupérés lors de la destruction du bâtiment, sont réutilisés en grande partie pour la construction des maisons du maire et du chef de district ainsi que pour des logements provisoires.
La destruction de la synagogue n'est pas approuvée par toute la population, mais peu osent s'exprimer publiquement; parmi eux, l'aumônier de l'école catholique professionnelle, Franz Hartinger, qui critique la destruction de la synagogue lors d'un de ses cours de religion. Plus tard, en avril 1939, lors de la procédure engagé contre lui par le tribunal régional de Bamberg, Hartinger niera avoir prononcé toute parole critique. Le procureur général de Schweinfurt ne prononcera qu'un sévère avertissement à l'encontre d'Hartinger.

## Après la Seconde Guerre mondiale

### Le procès
À la mi-février 1949, le procès de 14 responsables du pogrom de la nuit de Cristal s'ouvre devant le tribunal du district de Schweinfurt. Le jugement est rendu le 21 décembre 1949 : Emil Otto Walter, le principal accusé est reconnu coupable d'incitation à  l'incendie criminel et condamné à 30 mois de prison. Les 13 autres inculpés, dont le chef de district et l'adjoint au maire, sont acquittés pour « manque de culpabilité » et « manque de preuves ».

### Les réparations
Après de longues négociations, le 25 juin 1951, le conseil municipal de Bad Kissingen accepte finalement de verser la somme de 165 000 marks en réparation, aux survivants de la Shoah, représentés par l'organisation JRSO (Jewish Restitution Successor Organization), basée à New York.

## Commémorations

### Plaque et monument commémoratifs
En 1967, une plaque commémorative est déposée sur le site de l'ancienne synagogue. En 2002, elle est remplacée par un monument, dévoilé 100 ans jour pour jour de l'inauguration de la synagogue, sur lequel est gravé l'image de la synagogue ainsi que le texte suivant :

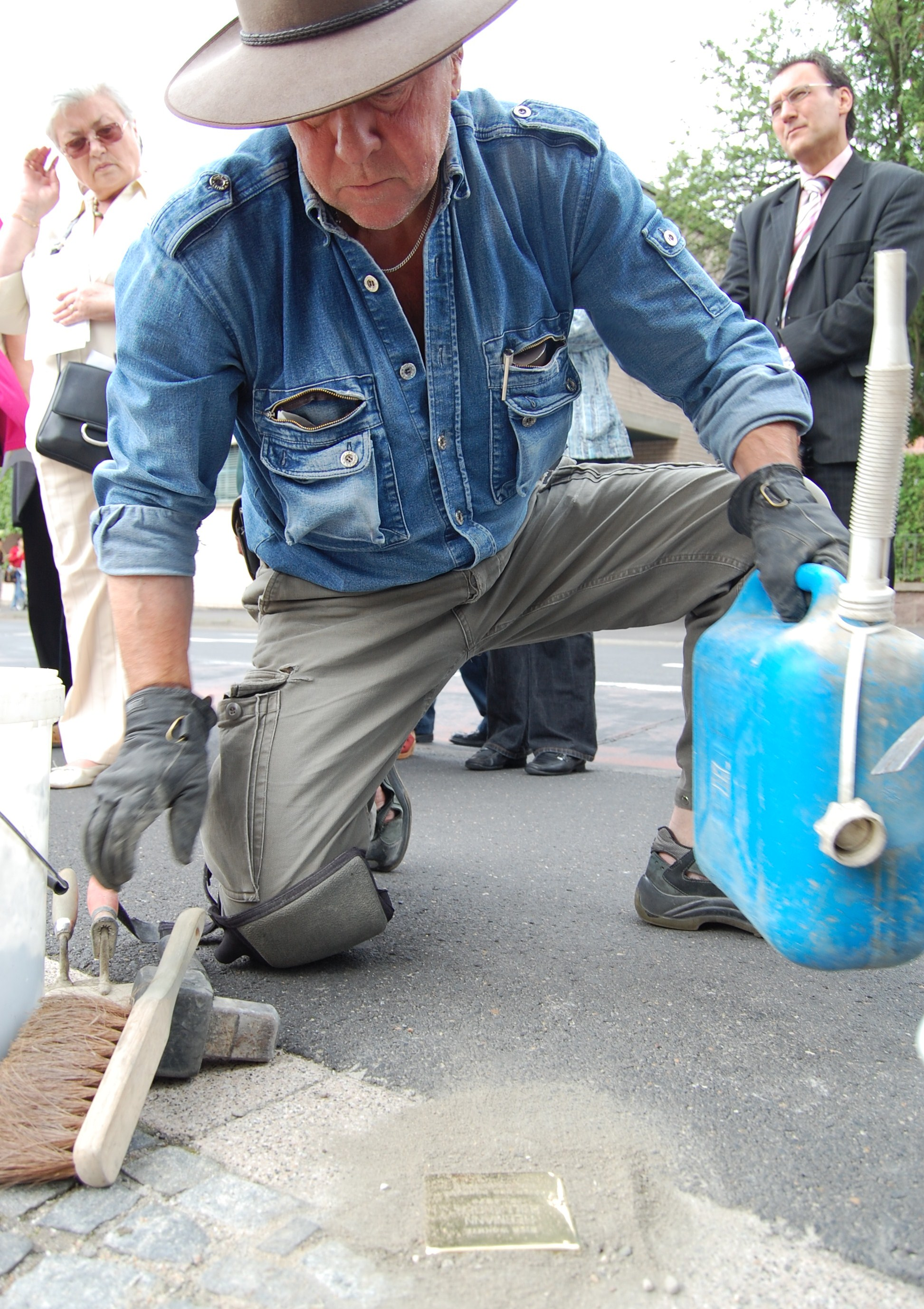
L'artiste Gunter Demnig encastrant une des Stolpersteine en juin 2009 à Bad Kissingen

« Ici se trouvait la « Nouvelle synagogue ». Elle a été inaugurée le 14 juin 1902. Lors de la nuit de Cristal, du 9 au 10 novembre 1938, elle a été dévastée et incendiée par les SA et les SS. Sa destruction s'est ensuivie en avril 1939, par décision du conseil municipal. La synagogue reflétait l'intégration réussie, le patriotisme et la foi des Juifs de Kissingen. Sa destruction marque le naufrage d'une communauté juive plusieurs fois centenaire. La ville de Bad Kissingen célèbre le souvenir de ses citoyens juifs, qui ont été victimes de persécutions et de déportation. Le 14 juin 2002. »

### Les Stolpersteine
En juin 2009, les sept premières Stolpersteine (pierre qui fait trébucher - pierre d'achoppement) ou pierre du souvenir, œuvre de l'artiste Gunter Demnig, sont encastrées dans la chaussée devant le dernier domicile connu de victimes du nazisme.  À cette occasion, l'artiste s'est lui-même déplacé et a procédé à l'encastrement des premières pierres sur lesquelles sont fixées des plaques en laiton portant le nom des victimes.
Le 13 janvier 2010, 13 nouvelles pierres d'achoppement sont installées par Demnig. 12 autres le sont en septembre 2010, et il est déjà prévu d'autres pierres en mai et novembre 2011.

### Travaux scolaires de mémoire
En juin 2010, afin d'inculquer l'histoire de cette période tragique aux enfants et de développer leur conscience, la municipalité décide, après leur avoir expliqué leur signification, de faire participer les élèves de quatrième année au nettoyage des Stolpersteine :
« Souvenirs vivants par une démarche active. Pourquoi à Bad Kissingen, les élèves de quatrième se sont tant impliqués dans le nettoyage des Stolpersteine. Actuellement, d'après un des élèves, on ne fait rien pour développer chez eux l'intérêt de l'histoire et leur prise de conscience. En tout cas, hier, on pouvait voir les élèves de quatrième année de l'école élémentaire Sinnberg, se rendre avec beaucoup d'empressement et un savoir étonnant sur les traces de l'histoire. Avec beaucoup de mérite ils ont nettoyé les 20 pierres d'achoppement déposées à Bad Kissingen de façon impeccable. »
.

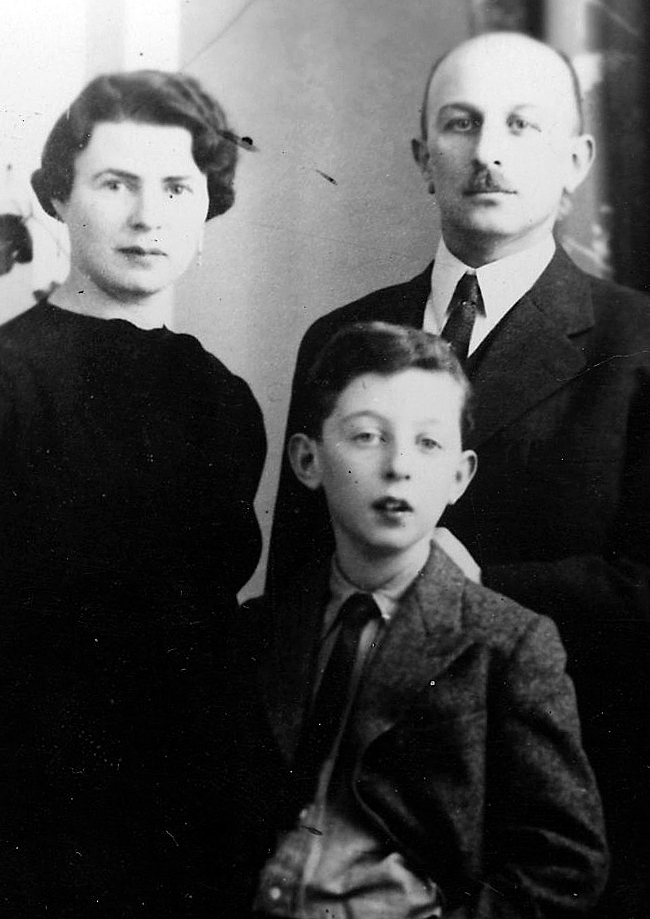
La famille Loewenthal vers 1938

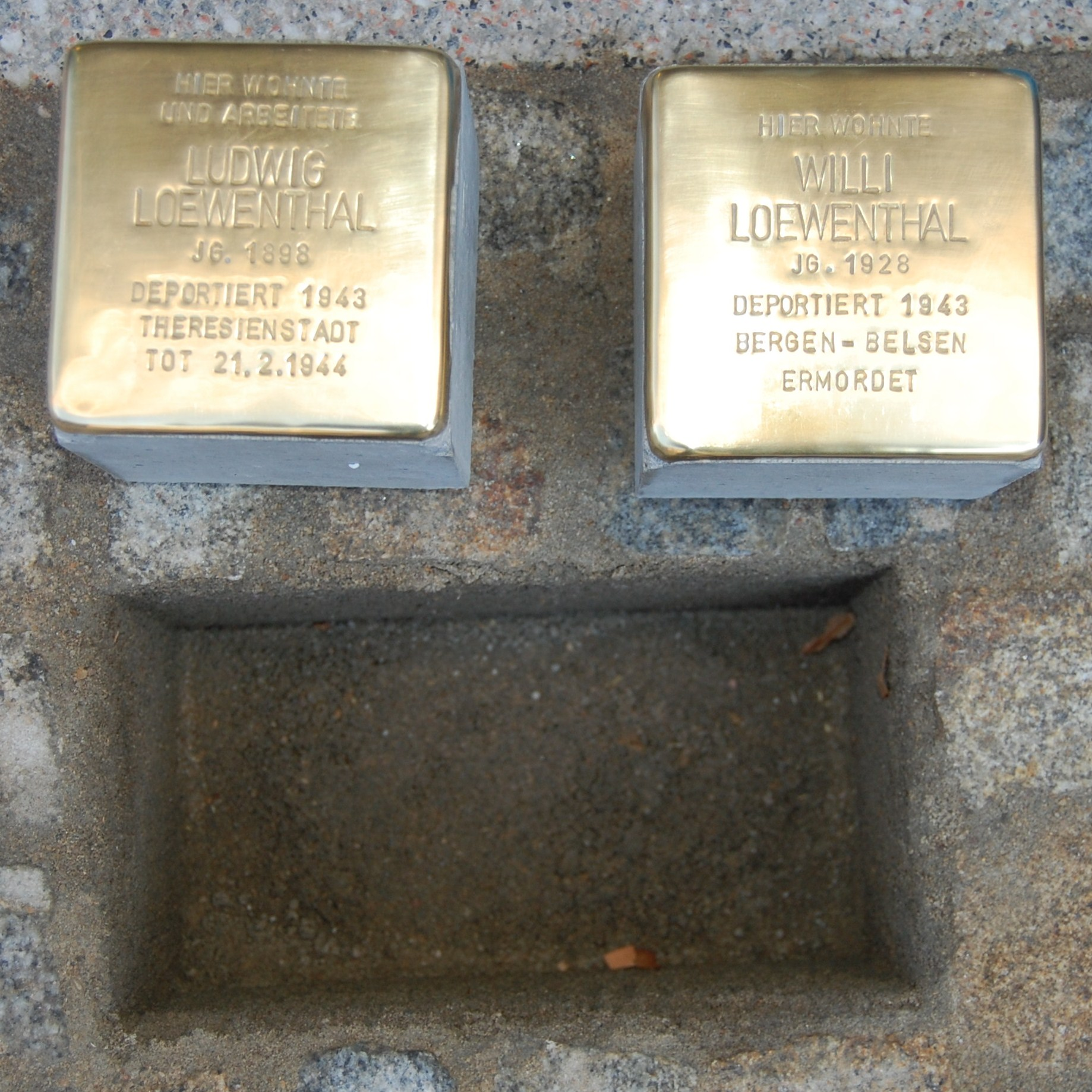
Les Stolpersteine de Ludwig et Willy Loewenthal avant d'être encastrées

Deux des premières Stolpersteine ont été encastrées à la mémoire du banquier Ludwig Loewenthal (mort à 45 ans) et de son fils Willy (mort à 15 ans), sur le trottoir devant la Boxberger-Haus (5 Ludwigstraße), où se trouvait avant la Seconde Guerre mondiale, la banque Loewenthal. Pendant l'été 2010, le professeur du collège municipal, Andreas Reuter, crée et dirige un groupe de travail d'une vingtaine d'élèves, chargé d'écrire l'histoire de la famille juive Loewenthal. Les élèves se sont très impliqués dans ce travail, car la vie et le destin tragique du jeune Willy, qui a à peu près leur âge, sont très semblables à ceux d'Anne Frank. Comme les parents d'Anne Frank, les Loewenthal se sont réfugiés à Amsterdam, et Willy et son père sont arrêtés et déportés tout comme Anne Frank et sa famille, au camp de concentration de Bergen-Belsen où ils périssent. Pour écrire ce document qui sera publié, les élèves ont été faire des recherches sur internet, ainsi que dans les archives d'état de Wurtzbourg, dans les archives numérisées néerlandaises et même dans les fichiers de la Gestapo. Andreas Reuter tire un bilan très positif de ce travail :
« Les élèves intéressés par l'histoire ont eu un excellent aperçu d'un travail scientifique. Les élèves ont été en contact avec différents types de fichiers, que l'on ne trouve pas habituellement dans l'enseignement de l'histoire au collège. Ce qui a été aussi positif, c'est le développement du sentiment d'empathie. En raison de l'étude intensive de la biographie de Willy Loewenthal, qui est sensiblement du même âge qu'eux, ils ont pu se mettre dans son contexte de vie. En plus, un fort intérêt s'est développé pour l'histoire locale. L'histoire devient de nouveau vivante avec les Stolpersteine, et c'est à travers des histoires individuelles qu'elle devient plus accessible. »